# Шамрин, Артур Витальевич
Артур Витальевич Шамрин (6 февраля 1969, Липецк, СССР) — советский и российский футболист, нападающий, полузащитник.

## Карьера
Воспитанник СДЮШОР «Металлург» Липецк, первый тренер — Е. И. Эськов. За свою карьеру выступал в советских и российских командах «Металлург» Липецк, «Спартак» Москва, «Красная Пресня» Москва, СКА Одесса, «Локомотив» Москва, «Дружба» Майкоп и «Динамо» Липецк.